# Seznam dílů seriálu Grimm
Toto je seznam dílů seriálu Grimm. Americký televizní seriál Grimm vytvořili Stephen Carpenter, David Greenwalt a Jim Kouf, vysílán byl televizí NBC od 28. října 2011 do 31. března 2017. V Česku jej premiérově vysílala v letech 2012–2017 stanice Prima Cool.
Příběh sleduje detektiva Nicka Burkhardta (David Giuntoli), který zjistí, že je potomkem skupiny lovců známých jako Grimmové, bojujících za udržení lidstva v bezpečí před nadpřirozenými stvořeními.

## Přehled řad
| Řada | Díly | Premiéra v USA | Premiéra v USA  | Premiéra v ČR  | Premiéra v ČR     |
| Řada | Díly | První díl      | Poslední díl    | První díl      | Poslední díl      |
| ---- | ---- | -------------- | --------------- | -------------- | ----------------- |
| 1    | 22   | 28. října 2011 | 18. května 2012 | 17. září 2012  | 11. února 2013    |
| 2    | 22   | 13. srpna 2012 | 21. května 2013 | 18. února 2013 | 15. července 2013 |
| 3    | 22   | 25. října 2013 | 16. května 2014 | 3. března 2014 | 28. července 2014 |
| 4    | 22   | 24. října 2014 | 15. května 2015 | 2. února 2015  | 29. června 2015   |
| 5    | 22   | 30. října 2015 | 20. května 2016 | 25. dubna 2016 | 19. září 2016     |
| 6    | 13   | 6. ledna 2017  | 31. března 2017 | 8. května 2017 | 31. července 2017 |

## Seznam dílů

### První řada (2011–2012)
| Č. v seriálu | Č. v řadě | Původní název             | Český název             | Režie           | Scénář                                                                                  | Premiéra v USA     | Premiéra v ČR      |
| ------------ | --------- | ------------------------- | ----------------------- | --------------- | --------------------------------------------------------------------------------------- | ------------------ | ------------------ |
| 1            | 1         | Pilot                     | Pilot                   | Marc Buckland   | námět: David Greenwalt, Jim Kouf a Stephen Carpenter scénář: David Greenwalt a Jim Kouf | 28. října 2011     | 17. září 2012      |
| 2            | 2         | Bears Will Be Bears       | O třech medvědech       | Norberto Barba  | David Greenwalt a Jim Kouf                                                              | 4. listopadu 2011  | 24. září 2012      |
| 3            | 3         | Beeware                   | O včelí královně        | Darnell Martin  | Cameron Litvack a Thania St. John                                                       | 11. listopadu 2011 | 1. října 2012      |
| 4            | 4         | Lonelyhearts              | Modrovous               | Michael Waxman  | Alan DiFiore a Dan E. Fesman                                                            | 18. listopadu 2011 | 8. října 2012      |
| 5            | 5         | Danse Macabre             | Krysař                  | David Solomon   | David Greenwalt a Jim Kouf                                                              | 8. prosince 2011   | 15. října 2012     |
| 6            | 6         | The Three Bad Wolves      | O třech prasátkách      | Clark Mathis    | Naren Shankar a Sarah Goldfinger                                                        | 9. prosince 2011   | 22. října 2012     |
| 7            | 7         | Let Your Hair Down        | Locika                  | Holly Dale      | Sarah Goldfinger a Naren Shankar                                                        | 16. prosince 2011  | 29. října 2012     |
| 8            | 8         | Game Ogre                 | O kouzelné fazoli       | Terrence O'Hara | Cameron Litvack a Thania St. John                                                       | 13. ledna 2012     | 5. listopadu 2012  |
| 9            | 9         | Of Mouse and Man          | Prvotní strach          | Omar Madha      | Alan DiFiore a Dan E. Fesman                                                            | 20. ledna 2012     | 12. listopadu 2012 |
| 10           | 10        | Organ Grinder             | O perníkové chaloupce   | Clark Mathis    | Akela Cooper a Spiro Skentzos                                                           | 3. února 2012      | 19. listopadu 2012 |
| 11           | 11        | Tarantella                | Pavoučí žena            | Peter Werner    | Alan DiFiore a Dan E. Fesman                                                            | 10. února 2012     | 26. listopadu 2012 |
| 12           | 12        | Last Grimm Standing       | Poslední Grimm zůstává  | Michael Watkins | námět: Cameron Litvack a Thania St. John scénář: Naren Shankar a Sarah Goldfinger       | 24. února 2012     | 3. prosince 2012   |
| 13           | 13        | Three Coins in a Fuchsbau | O třech zlatých mincích | Norberto Barba  | David Greenwalt a Jim Kouf                                                              | 2. března 2012     | 10. prosince 2012  |
| 14           | 14        | Plumed Serpent            | O drakovi a princezně   | Steven DePaul   | Alan DiFiore a Dan E. Fesman                                                            | 9. března 2012     | 17. prosince 2012  |
| 15           | 15        | Island of Dreams          | Ostrov snů              | Rob Bailey      | Jim Kouf a David Greenwalt                                                              | 30. března 2012    | 24. prosince 2012  |
| 16           | 16        | The Thing with Feathers   | Zlaté vejce             | Darnell Martin  | Richard Hatem                                                                           | 6. dubna 2012      | 31. prosince 2012  |
| 17           | 17        | Love Sick                 | Láska a smrt            | Darnell Martin  | Catherine Butterfield                                                                   | 13. dubna 2012     | 7. ledna 2013      |
| 18           | 18        | Cat and Mouse             | Kočka a myš             | Felix Alcala    | Jose Molina                                                                             | 20. dubna 2012     | 14. ledna 2013     |
| 19           | 19        | Leave It to Beavers       | O odvaze                | Holly Dale      | Nevin Densham                                                                           | 27. dubna 2012     | 21. ledna 2013     |
| 20           | 20        | Happily Ever Aftermath    | Šťastně až do smrti     | Terrence O'Hara | David Greenwalt a Jim Kouf                                                              | 4. května 2012     | 28. ledna 2013     |
| 21           | 21        | Big Feet                  | Bigfoot                 | Omar Madha      | námět: Alan DiFiore a Dan E. Fesman scénář: Richard Hatem                               | 11. května 2012    | 4. února 2013      |
| 22           | 22        | Woman in Black            | Žena v černém           | Norberto Barba  | David Greenwalt a Jim Kouf                                                              | 18. května 2012    | 11. února 2013     |

### Druhá řada (2012–2013)
| Č. v seriálu | Č. v řadě | Původní název            | Český název               | Režie            | Scénář                                             | Premiéra v USA     | Premiéra v ČR     |
| ------------ | --------- | ------------------------ | ------------------------- | ---------------- | -------------------------------------------------- | ------------------ | ----------------- |
| 23           | 1         | Bad Teeth                | Zlé tesáky                | Norberto Barba   | Jim Kouf a David Greenwalt                         | 13. srpna 2012     | 18. února 2013    |
| 24           | 2         | The Kiss                 | Polibek                   | Terrence O'Hara  | Jim Kouf a David Greenwalt                         | 20. srpna 2012     | 25. února 2013    |
| 25           | 3         | Bad Moon Rising          | Temný úplněk              | David Solomon    | Richard Hatem                                      | 27. srpna 2012     | 4. března 2013    |
| 26           | 4         | Quill                    | Osten                     | David Straiton   | David Simkins                                      | 3. září 2012       | 11. března 2013   |
| 27           | 5         | The Good Shepherd        | Dobrý pastýř              | Steven DePaul    | Dan E. Fesman                                      | 28. září 2012      | 18. března 2013   |
| 28           | 6         | Over My Dead Body        | Jen přes mou mrtvolu      | Rob Bailey       | Spiro Skentzos                                     | 5. října 2012      | 25. března 2013   |
| 29           | 7         | The Bottle Imp           | Skřítek v lahvi           | Darnell Martin   | Alan DiFiore                                       | 12. října 2012     | 1. dubna 2013     |
| 30           | 8         | The Other Side           | Odvrácená strana          | Eric Laneuville  | William Bigelow                                    | 19. října 2012     | 8. dubna 2013     |
| 31           | 9         | La Llorona               | La Llorona                | Holly Dale       | Akela Cooper                                       | 26. října 2012     | 15. dubna 2013    |
| 32           | 10        | The Hour of Death        | Hodina smrti              | Peter Werner     | Sean Calder                                        | 2. listopadu 2012  | 22. dubna 2013    |
| 33           | 11        | To Protect and Serve Man | Pomáhat a chránit         | Omar Madha       | Dan E. Fesman                                      | 9. listopadu 2012  | 29. dubna 2013    |
| 34           | 12        | Season of the Hexenbiest | Čas čarodějnic            | Karen Gaviola    | námět: Jim Kouf scénář: Jim Kouf a David Greenwalt | 16. listopadu 2012 | 6. května 2013    |
| 35           | 13        | Face Off                 | Střet                     | Terrence O'Hara  | Jim Kouf a David Greenwalt                         | 8. března 2013     | 13. května 2013   |
| 36           | 14        | Natural Born Wesen       | Rození Weseni             | Michael Watkins  | Thomas Ian Griffith a Mary Page Keller             | 15. března 2013    | 20. května 2013   |
| 37           | 15        | Mr. Sandman              | Zloděj slz                | Norberto Barba   | Alan DiFiore                                       | 22. března 2013    | 27. května 2013   |
| 38           | 16        | Nameless                 | Bezejmenný                | Charles Haid     | Akela Cooper                                       | 29. března 2013    | 3. června 2013    |
| 39           | 17        | One Angry Fuchsbau       | Jeden rozhněvaný fuchsbau | Terrence O'Hara  | Richard Hatem                                      | 5. dubna 2013      | 10. června 2013   |
| 40           | 18        | Volcanalis               | Vulkanalis                | David Grossman   | Jim Kouf a David Greenwalt                         | 26. dubna 2013     | 17. června 2013   |
| 41           | 19        | Endangered               | Ohrožený druh             | David Straiton   | Spiro Skentzos                                     | 30. dubna 2013     | 24. června 2013   |
| 42           | 20        | Kiss of the Muse         | Polibek smrti             | Tawnia McKiernan | Sean Calder                                        | 7. května 2013     | 1. července 2013  |
| 43           | 21        | The Waking Dead          | Živí mrtví                | Steven DePaul    | Jim Kouf a David Greenwalt                         | 14. května 2013    | 8. července 2013  |
| 44           | 22        | Goodnight, Sweet Grimm   | Sladké sny, milý Grimme   | Norberto Barba   | Jim Kouf a David Greenwalt                         | 21. května 2013    | 15. července 2013 |

### Třetí řada (2013–2014)
| Č. v seriálu | Č. v řadě | Původní název                     | Český název                    | Režie                 | Scénář                                                          | Premiéra v USA     | Premiéra v ČR     |
| ------------ | --------- | --------------------------------- | ------------------------------ | --------------------- | --------------------------------------------------------------- | ------------------ | ----------------- |
| 45           | 1         | The Ungrateful Dead               | Nevděční mrtví                 | Norberto Barba        | Jim Kouf a David Greenwalt                                      | 25. října 2013     | 3. března 2014    |
| 46           | 2         | PTZD                              | Posttraumatický zombie syndrom | Eric Laneuville       | Jim Kouf a David Greenwalt                                      | 1. listopadu 2013  | 10. března 2014   |
| 47           | 3         | A Dish Best Served Cold           | Nejlépe podávat za studena     | Karen Gaviola         | Rob Wright                                                      | 8. listopadu 2013  | 17. března 2014   |
| 48           | 4         | One Night Stand                   | Náhodná známost                | Steven DePaul         | Sean Calder                                                     | 15. listopadu 2013 | 24. března 2014   |
| 49           | 5         | El Cucuy                          | Bubák                          | John Behring          | Michael Golamco                                                 | 29. listopadu 2013 | 31. března 2014   |
| 50           | 6         | Stories We Tell Our Young         | Posedlý                        | Aaron Lipstadt        | Michael Duggan                                                  | 6. prosince 2013   | 7. dubna 2014     |
| 51           | 7         | Cold Blooded                      | Kanálníci                      | Terrence O'Hara       | Thomas Ian Griffith                                             | 13. prosince 2013  | 14. dubna 2014    |
| 52           | 8         | Twelve Days of Krampus            | 12 dní s Krampusem             | Tawnia McKiernan      | Dan E. Fesman                                                   | 13. prosince 2013  | 21. dubna 2014    |
| 53           | 9         | Red Menace                        | Kostěj nesmrtelný              | Allan Kroeker         | Alan DiFiore                                                    | 3. ledna 2014      | 28. dubna 2014    |
| 54           | 10        | Eyes of the Beholder              | Skrývá mě noční tma            | Peter Werner          | Thomas Ian Griffith                                             | 10. ledna 2014     | 5. května 2014    |
| 55           | 11        | The Good Soldier                  | Dobrý voják                    | Rashaad Ernesto Green | Rob Wright                                                      | 17. ledna 2014     | 12. května 2014   |
| 56           | 12        | The Wild Hunt                     | Lovec skalpů                   | Rob Bailey            | Jim Kouf a David Greenwalt                                      | 24. ledna 2014     | 19. května 2014   |
| 57           | 13        | Revelation                        | Štvanice pokračuje             | Terrence O'Hara       | Jim Kouf a David Greenwalt                                      | 28. února 2014     | 26. května 2014   |
| 58           | 14        | Mommy Dearest                     | Nejdražší maminko              | Norberto Barba        | Brenna Kouf                                                     | 7. března 2014     | 2. června 2014    |
| 59           | 15        | Once We Were Gods                 | Kdysi jsme byli bohové         | Steven DePaul         | Alan DiFiore                                                    | 14. března 2014    | 9. června 2014    |
| 60           | 16        | The Show Must Go On               | Hrajeme dál                    | Paul A. Kaufman       | Marc Gaffen a Kyle McVey                                        | 21. března 2014    | 16. června 2014   |
| 61           | 17        | Synchronicity                     | Shledání                       | David Solomon         | námět: Michael Duggan a Michael Golamco scénář: Michael Golamco | 4. dubna 2014      | 23. června 2014   |
| 62           | 18        | The Law of Sacrifice              | Zákon oběti                    | Terrence O'Hara       | námět: Michael Duggan a Michael Golamco scénář: Michael Duggan  | 11. dubna 2014     | 30. června 2014   |
| 63           | 19        | Nobody Knows the Trubel I've Seen | Nikdo nezná soužení mé         | Norberto Barba        | Jim Kouf a David Greenwalt                                      | 25. dubna 2014     | 7. července 2014  |
| 64           | 20        | My Fair Wesen                     | Pygmalion                      | Clark Mathis          | námět: Thomas Ian Griffith a Rob Wright scénář: Sean Calder     | 2. května 2014     | 14. července 2014 |
| 65           | 21        | The Inheritance                   | Dědictví                       | Eric Laneuville       | Dan E. Fesman                                                   | 9. května 2014     | 21. července 2014 |
| 66           | 22        | Blond Ambition                    | Ctižádostivá blondýna          | Norberto Barba        | Jim Kouf a David Greenwalt                                      | 16. května 2014    | 28. července 2014 |

### Čtvrtá řada (2014–2015)
| Č. v seriálu | Č. v řadě | Původní název                 | Český název                     | Režie              | Scénář                        | Premiéra v USA     | Premiéra v ČR   |
| ------------ | --------- | ----------------------------- | ------------------------------- | ------------------ | ----------------------------- | ------------------ | --------------- |
| 67           | 1         | Thanks for the Memories       | Díky za vzpomínky               | Norberto Barba     | David Greenwalt a Jim Kouf    | 24. října 2014     | 2. února 2015   |
| 68           | 2         | Octopus Head                  | Chapadla chobotnice             | Terrence O'Hara    | David Greenwalt a Jim Kouf    | 31. října 2014     | 9. února 2015   |
| 69           | 3         | The Last Fight                | Poslední souboj                 | Paul Kaufman       | Thomas Ian Griffith           | 7. listopadu 2014  | 16. února 2015  |
| 70           | 4         | Dyin' on a Prayer             | Ochránce z dávných dob          | Tawnia McKiernan   | Sean Calder                   | 14. listopadu 2014 | 23. února 2015  |
| 71           | 5         | Cry Luison                    | Tři Luisoni                     | Eric Laneuville    | Michael Golamco               | 21. listopadu 2014 | 2. března 2015  |
| 72           | 6         | Highway of Tears              | Dálnice plná slz                | John Behring       | Alan DiFiore                  | 28. listopadu 2014 | 9. března 2015  |
| 73           | 7         | The Grimm Who Stole Christmas | O Grimmovi, který ukradl Vánoce | John Gray          | Dan E. Fesman                 | 5. prosince 2014   | 16. března 2015 |
| 74           | 8         | Chupacabra                    | Chupacabra                      | Aaron Lipstadt     | Brenna Kouf                   | 12. prosince 2014  | 23. března 2015 |
| 75           | 9         | Wesenrein                     | Wesenrein                       | Hanelle Culpepper  | Thomas Ian Griffith           | 16. ledna 2015     | 30. března 2015 |
| 76           | 10        | Tribunal                      | Tribunál                        | Peter Werner       | David Greenwalt a Jim Kouf    | 23. ledna 2015     | 6. dubna 2015   |
| 77           | 11        | Death Do Us Part              | Smrt nás rozdělí                | Constantine Makris | Jeff Miller                   | 30. ledna 2015     | 13. dubna 2015  |
| 78           | 12        | Maréchaussée                  | Lovec odměn                     | Eric Laneuville    | David Greenwalt a Jim Kouf    | 6. února 2015      | 20. dubna 2015  |
| 79           | 13        | Trial by Fire                 | Zkouška ohněm                   | Norberto Barba     | Sean Calder                   | 13. února 2015     | 27. dubna 2015  |
| 80           | 14        | Bad Luck                      | Pacička pro štěstí              | Terrence O'Hara    | Thomas Ian Griffith           | 20. března 2015    | 4. května 2015  |
| 81           | 15        | Double Date                   | Jedno tělo, jedna duše          | Karen Gaviola      | Brenna Kouf                   | 27. března 2015    | 11. května 2015 |
| 82           | 16        | Heartbreaker                  | Políbit žábu                    | Rob Bailey         | Dan E. Fesman                 | 3. dubna 2015      | 18. května 2015 |
| 83           | 17        | Hibernaculum                  | Hibernakulum                    | John Behring       | Michael Golamco               | 10. dubna 2015     | 25. května 2015 |
| 84           | 18        | Mishipeshu                    | Pouť síly                       | Omar Madha         | Alan DiFiore                  | 17. dubna 2015     | 1. června 2015  |
| 85           | 19        | Iron Hans                     | Iron Hans                       | Sebastián Silva    | David Greenwalt a Jim Kouf    | 24. dubna 2015     | 8. června 2015  |
| 86           | 20        | You Don't Know Jack           | To neznáte Jacka                | Terrence O'Hara    | Sean Calder a Michael Golamco | 1. května 2015     | 15. června 2015 |
| 87           | 21        | Headache                      | Portál                          | Jim Kouf           | David Greenwalt a Jim Kouf    | 8. května 2015     | 22. června 2015 |
| 88           | 22        | Cry Havoc                     | Za matku                        | Noberto Barba      | Thomas Ian Griffith           | 15. května 2015    | 29. června 2015 |

### Pátá řada (2015–2016)
| Č. v seriálu | Č. v řadě | Původní název                 | Český název             | Režie             | Scénář                     | Premiéra v USA     | Premiéra v ČR     |
| ------------ | --------- | ----------------------------- | ----------------------- | ----------------- | -------------------------- | ------------------ | ----------------- |
| 89           | 1         | The Grimm Identity            | Totožnost: Grimm        | Eric Laneuville   | David Greenwalt a Jim Kouf | 30. října 2015     | 25. dubna 2016    |
| 90           | 2         | Clear and Wessen Danger       | Wesen znamená nebezpečí | Norberto Barba    | Thomas Ian Griffith        | 6. listopadu 2015  | 2. května 2016    |
| 91           | 3         | Lost Boys                     | Ztracení chlapci        | Aaron Lipstadt    | Sean Calder                | 13. listopadu 2015 | 9. května 2016    |
| 92           | 4         | Maiden Quest                  | Souboj o krásnou pannu  | Hanelle Culpepper | Brenna Kouf                | 20. listopadu 2015 | 16. května 2016   |
| 93           | 5         | The Rat King                  | Král krys               | David Solomon     | Jeff Miller                | 4. prosince 2015   | 23. května 2016   |
| 94           | 6         | Wesen Nacht                   | Noc Wesenů              | Darnell Martin    | David Greenwalt a Jim Kouf | 11. prosince 2015  | 30. května 2016   |
| 95           | 7         | Eve of Destruction            | V předvečer zkázy       | John Behring      | Thomas Ian Griffith        | 29. ledna 2016     | 6. června 2016    |
| 96           | 8         | A Reptile Dysfunction         | Jezerní příšera         | David Straiton    | Michael Golamco            | 5. února 2016      | 13. června 2016   |
| 97           | 9         | Star-Crossed                  | Ukřižování              | Carlos Avila      | Sean Calder                | 12. února 2016     | 20. června 2016   |
| 98           | 10        | Map of the Seven Knights      | Mapa sedmi rytířů       | Aaron Lipstadt    | Jim Kouf                   | 19. února 2016     | 27. června 2016   |
| 99           | 11        | Key Move                      | Klíčový krok            | Eric Laneuville   | Thomas Ian Griffith        | 4. března 2016     | 4. července 2016  |
| 100          | 12        | Into the Schwarzwald          | V černém lese           | Norberto Barba    | David Greenwalt a Jim Kouf | 11. března 2016    | 11. července 2016 |
| 101          | 13        | Silence of the Slams          | Mocná maska             | David Straiton    | Brenna Kouf                | 18. března 2016    | 18. července 2016 |
| 102          | 14        | Lycanthropia                  | Lykantropie             | Lee Rose          | Jeff Miller                | 25. března 2016    | 25. července 2016 |
| 103          | 15        | Skin Deep                     | Elixír mládí            | Karen Gaviola     | Michael Golamco            | 1. dubna 2016      | 1. srpna 2016     |
| 104          | 16        | The Believer                  | Věřící                  | John Behring      | David Greenwalt a Jim Kouf | 8. dubna 2016      | 8. srpna 2016     |
| 105          | 17        | Inugami                       | Inugami                 | Sharat Raju       | Kyle McVey                 | 15. dubna 2016     | 15. srpna 2016    |
| 106          | 18        | Good to the Bone              | Dobrák od kosti         | Peter Werner      | Martin Weiss               | 22. dubna 2016     | 22. srpna 2016    |
| 107          | 19        | The Taming of the Wu          | Zkrocení zlého Wua      | Terrence O'Hara   | Brenna Kouf                | 29. dubna 2016     | 29. srpna 2016    |
| 108          | 20        | Bad Night                     | Zlá noc                 | Norberto Barba    | Sean Calder                | 13. května 2016    | 5. září 2016      |
| 109          | 21        | Beginning of the End (Part 1) | Začátek konce (1. část) | David Greenwalt   | David Greenwalt a Jim Kouf | 20. května 2016    | 12. září 2016     |
| 110          | 22        | Beginning of the End (Part 2) | Začátek konce (2. část) | Norberto Barba    | Thomas Ian Griffith        | 20. května 2016    | 19. září 2016     |

### Šestá řada (2017)
| Č. v seriálu | Č. v řadě | Původní název              | Český název                 | Režie           | Scénář                                                 | Premiéra v USA  | Premiéra v ČR     |
| ------------ | --------- | -------------------------- | --------------------------- | --------------- | ------------------------------------------------------ | --------------- | ----------------- |
| 111          | 1         | Fugitive                   | Uprchlík                    | Aaron Lipstadt  | David Greenwalt a Jim Kouf                             | 6. ledna 2017   | 8. května 2017    |
| 112          | 2         | Trust Me Knot              | Důvěra                      | John Gray       | David Greenwalt a Jim Kouf                             | 13. ledna 2017  | 15. května 2017   |
| 113          | 3         | Oh Captain, My Captain     | Ach, kapitáne, můj kapitáne | David Giuntoli  | Thomas Ian Griffith                                    | 20. ledna 2017  | 22. května 2017   |
| 114          | 4         | El Cuegle                  | El Cuegle                   | Carlos Avila    | Brenna Kouf                                            | 27. ledna 2017  | 29. května 2017   |
| 115          | 5         | The Seven Year Itch        | Jednou za sedm let          | Lee Rose        | Jeff Miller                                            | 3. února 2017   | 5. června 2017    |
| 116          | 6         | Breakfast in Bed           | Snídaně do postele          | Julie Herlocker | Kyle McVey                                             | 10. února 2017  | 12. června 2017   |
| 117          | 7         | Blind Love                 | Slepá láska                 | Aaron Lipstadt  | Sean Calder                                            | 17. února 2017  | 19. června 2017   |
| 118          | 8         | The Son Also Rises         | Vrať se do hrobu            | Peter Werner    | Todd Milliner a Nick Peet                              | 24. února 2017  | 26. června 2017   |
| 119          | 9         | Tree People                | Stromoví lidé               | Jim Kouf        | Brenna Kouf                                            | 3. března 2017  | 3. července 2017  |
| 120          | 10        | Blood Magic                | Magie krve                  | Janice Cooke    | Thomas Ian Griffith                                    | 10. března 2017 | 10. července 2017 |
| 121          | 11        | Where the Wild Things Were | Za zrcadlem                 | Terrence O'Hara | Brenna Kouf                                            | 17. března 2017 | 17. července 2017 |
| 122          | 12        | Zerstörer Shrugged         | Zerstörer přichází          | Aaron Lipstadt  | námět: David Greenwalt a Jim Kouf scénář: Breanna Kouf | 24. března 2017 | 24. července 2017 |
| 123          | 13        | The End                    | Konec                       | David Greenwalt | Jim Kouf a David Greenwalt                             | 31. března 2017 | 31. července 2017 |